# Mîkolaiivka, Vîșhorod
Mîkolaiivka (în ucraineană Миколаївка) este un sat în comuna Lîtvînivka din raionul Vîșhorod, regiunea Kiev, Ucraina.

## Demografie
Componența lingvistică a localității Mîkolaiivka
     Ucraineană (97,06%)
     Rusă (2,94%)
Conform recensământului din 2001, majoritatea populației localității Mîkolaiivka era vorbitoare de ucraineană (97,06%), existând în minoritate și vorbitori de rusă (2,94%).